# Mondéjar (vi)
Mondéjar és una denominació d'origen dels vins produïts en una àrea al sud-oest de la província de Guadalajara. En té una extensió la qual hi conté una vintena de municipis, sent Mondéjar la seu de la denominació. Va obtenir-ne la denominació de forma oficial el 1997.

## L'entorn
L'altitud de mitjana de les vinyes és de 800 metres sobre el nivell de la mar. Els sòls són calcaris de color vermell. El clima és mediterrani, amb una temperatura mitjana anual de 18º i una pluviometria de 500 mm anuals.

## Vins
- Negres: vins de 11% de volum mínim.
- Rosats: lleugerament afruitats de 11% de volum mínim.
- Blancs: vins de 10% de volum mínim.

## Varietats de raïm
- Varietats blanques: Macabeu, Malvar, Torrontès.
- Varietats negres: Ull de Llebre, Cabernet Sauvignon.